# Gareth Jones (periodista)
Gareth Richard Vaughan Jones (13 de agosto de 1905-12 de agosto de 1935) fue un periodista británico que publicó por primera vez en el mundo occidental, sin equívocos y bajo su propio nombre, la existencia de la hambruna soviética de 1932-1933, incluido el Holodomor. Informes anteriores de Malcolm Muggeridge, escribiendo como corresponsal anónimo, habían aparecido en el Manchester Guardian.

## Temprana edad y educación
Nacido en Barry, Glamorgan, Jones asistió a la Escuela del Condado de Barry, donde su padre, el Mayor Edgar Jones, fue director hasta alrededor de 1933. Su madre, Annie Gwen Jones, había trabajado en Rusia como tutora de los hijos de Arthur Hughes, hijo del industrial de acero galés John Hughes, quien fundó la ciudad de Hughesovka, hoy en día Donetsk, en Ucrania.
Jones se graduó del Colegio Universitario de Gales, Aberystwyth en 1926 con un título de honor de primera clase en francés. También estudió en la Universidad de Estrasburgo y en el Trinity College de Cambridge, de donde se graduó en 1929 con otro primero en francés, alemán y ruso. Después de su muerte, uno de sus tutores, Hugh Fraser Stewart, escribió en The Times que Jones había sido un «lingüista extraordinario». En Cambridge estuvo activo en la Unión de Naciones de la Liga de la Universidad de Cambridge, sirviendo como su secretario asistente.

## Carrera

### Docente, secretaría privada
Después de graduarse, Jones enseñó idiomas brevemente en Cambridge, luego se convirtió en secretario privado de David Lloyd George, primer ministro británico desde 1916 hasta 1922. Ese verano, Jones hizo su primera "peregrinación" breve a Donetsk (para entonces renombrado Stalino).[cita requerida]

### Alemania
Más tarde, en la década de 1930, Jones se convirtió en reportero del Western Mail en Cardiff. A finales de enero y principios de febrero de 1933 se encontraba en Alemania cubriendo la adhesión al poder del Partido Nazi, y estaba en Leipzig el día en que Adolf Hitler fue nombrado canciller. Pocos días después, el 23 de febrero, en el Richthofen, «el avión de tres motores más rápido y poderoso de Alemania», Jones se convirtió en uno de los primeros periodistas extranjeros en volar con Hitler mientras acompañaba a Hitler y Joseph Goebbels a Frankfurt, donde se presentó para el Western Mail sobre la tumultuosa aclamación del nuevo canciller en esa ciudad. Escribió que si el Richthofen se hubiera estrellado, la historia de Europa habría cambiado.  

### Unión Soviética
Al mes siguiente, marzo de 1933, Jones viajó a la Unión Soviética y el 7 de marzo eludió a las autoridades para entrar en Ucrania, donde mantuvo diarios del hambre artificial que presenció. A su regreso a Berlín el 29 de marzo, emitió su comunicado de prensa, que fue publicado por muchos periódicos, incluidos The Manchester Guardian y New York Evening Post: «Caminé por pueblos y doce granjas colectivas. En todas partes estaba el grito: 'No hay pan. Nos estamos muriendo'». 

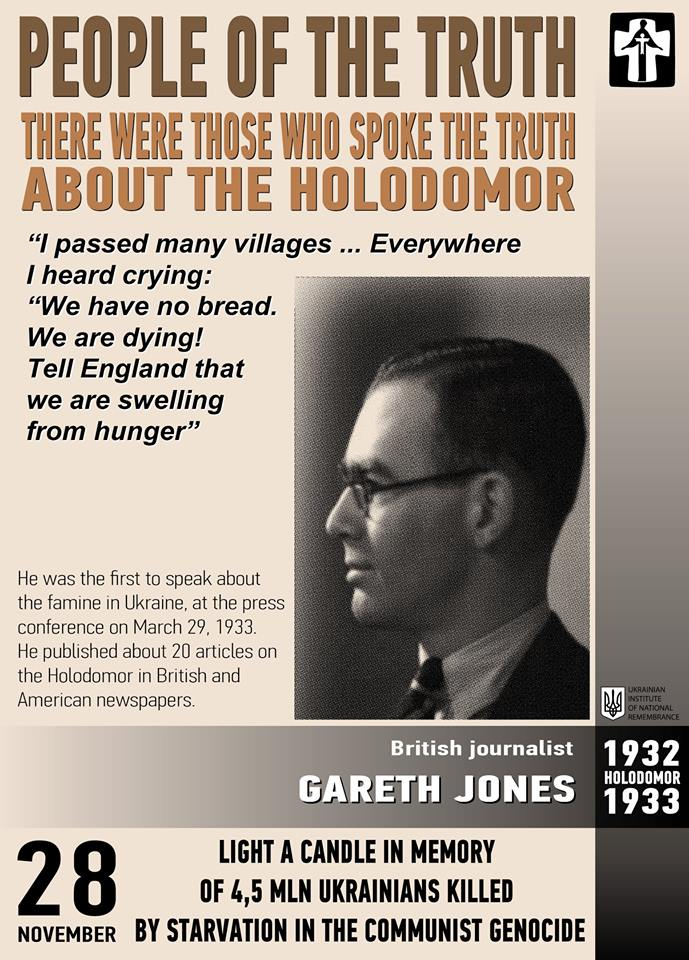

Este informe no fue bienvenido en gran parte de los medios de comunicación, ya que la intelectualidad de la época aún simpatizaba con el régimen soviético. El 31 de marzo, The New York Times publicó una negación de la declaración de Jones de Walter Duranty bajo el título «Rusos hambrientos, pero no se mueren de hambre». Duranty llamó al informe de Jones «una gran historia de miedo». Timothy Snyder escribe que «la afirmación de Duranty de que 'no hubo hambre real' sino solo 'mortalidad generalizada por enfermedades debidas a la desnutrición' se hizo eco de los usos soviéticos y empujó al eufemismo a la mendacidad. Esta fue una distinción orwelliana, y de hecho el propio George Orwell consideró la hambruna ucraniana de 1933 como un ejemplo central de una verdad negra que los artistas del lenguaje habían cubierto con colores brillantes».
En el artículo, las fuentes del Kremlin negaron la existencia de una hambruna; parte del titular del New York Time era: «Los observadores rusos y extranjeros en el país no ven terreno para las predicciones de desastres». El 13 de mayo, el periódico publicó una fuerte refutación de Jones, que respaldaba su informe. 
En una carta personal del comisario de Asuntos Exteriores soviético, Maxim Litvinov (a quien Jones había entrevistado mientras estaba en Moscú) a Lloyd George, Jones fue informado de que tenía prohibido volver a visitar la Unión Soviética.

### Japón y China
Prohibido en la Unión Soviética, Jones dirigió su atención al Lejano Oriente y a fines de 1934 dejó Gran Bretaña en una «Vuelta al mundo para descubrir hechos». Pasó unas seis semanas en Japón, entrevistando a generales y políticos importantes, y finalmente llegó a Beijing. Desde aquí viajó a Mongolia Interior en Manchukuo, recientemente ocupado por los japoneses, en compañía de un periodista alemán, Herbert Müller. Detenidos por las fuerzas japonesas, se les dijo a la pareja que había tres rutas de regreso a la ciudad china de Kalgan, de las cuales solo una era segura.
Los hombres fueron capturados posteriormente por bandidos que exigieron un rescate de 200 armas de fuego Mauser y 100 000 dólares chinos (según The Times, equivalente a aproximadamente ₤ 8000). El periodista alemán fue liberado después de dos días para organizar el pago del rescate. El 1 de agosto, el padre de Jones recibió un telegrama: «Bien tratado. Esperar liberación pronto». El 5 de agosto, el Times informó que los secuestradores habían trasladado a Jones a un área a 10 millas al sudeste de Kuyuan y ahora estaban pidiendo 10 000 dólares chinos (alrededor de ₤ 800), y dos días más tarde que había vuelto a ser trasladado, esta vez a Jehol. El 8 de agosto llegó la noticia de que el primer grupo de secuestradores lo había entregado a un segundo grupo, y el rescate había aumentado nuevamente a 100 000 dólares chinos. Los gobiernos chino y japonés hicieron un esfuerzo para contactar a los secuestradores.

### Muerte
El 17 de agosto de 1935, The Times informó que las autoridades chinas habían encontrado el cuerpo de Jones el día anterior con tres heridas de bala. Las autoridades creían que había sido asesinado el 12 de agosto, un día antes de cumplir 30 años. Se sospechaba que su asesinato había sido diseñado por el NKVD soviético, como venganza por la vergüenza que había causado al régimen soviético.

## Legado

### Película
La película ucraniana de 2008 de Serhii Bukovs'kyi Los que viven es un documental sobre la Gran Hambruna de 1932-1933 y los intentos de Jones de descubrirla. La película estrenó el 21 de noviembre de 2008 en Kiev Cinema House. Se proyectó en febrero de 2009 en el Festival Internacional de Cine de Berlín, en la primavera de 2009 en el Festival de Cine de Ucrania en Colonia, y en noviembre de 2009 en el Segundo Festival Anual de Cambridge de Cine de Ucrania. Recibió el Premio Especial del Jurado 2009 Silver Apricot en la Competencia Internacional de Documentales en el Sexto Festival Internacional de Cine de Golden Apricot en julio de 2009 y el Gran Premio 2009 de Ginebra en septiembre de 2009.
En 2015, se anunció una película titulada Mr.Jones, basada en los informes de hambruna de Jones. En abril de 2016 se anunció que la directora polaca nominada al Oscar, Agnieszka Holland, dirigiría la película. El actor inglés James Norton retrata al personaje titular. En enero de 2019, la película fue seleccionada para competir por el Oso de Oro en el 69° Festival Internacional de Cine de Berlín. En septiembre de 2019, la película ganó el Gran Premio Golden Lions en el 44° Festival de Cine de Gdynia.

### Memorial
El 2 de mayo de 2006, se descubrió una placa trilingüe ( galés / inglés / ucraniano ) en la memoria de Gareth Jones en el Old College de la Universidad de Aberystwyth, en presencia de su sobrina Margaret Siriol Colley, y el embajador de Ucrania en el Reino Unido, Ihor Kharchenko, quien lo describió como un «héroe desconocido de Ucrania». La idea de una placa y la financiación fueron proporcionadas por la Asociación de Libertades Civiles de Canadá y Ucrania, en colaboración con la Asociación de Ucranianos en Gran Bretaña. El Dr. Lubomyr Luciuk, director de investigación de UCCLA, habló en la ceremonia de inauguración. 
En noviembre de 2008, Jones y su colega ambos denunciantes de Holodomor, Malcolm Muggeridge, recibieron póstumamente la Orden del Mérito de Ucrania en una ceremonia en el Salón Central de Westminster, por el Dr. Kharchenko, en nombre del presidente ucraniano, Viktor Yushchenko, por su servicio excepcional al país y a su gente.

### Diarios
En noviembre de 2009, los diarios de Jones que registraban el genocidio provocado por el hombre de la Gran Hambruna Soviética de 1932–33 se exhibieron por primera vez en la Biblioteca Wren del Trinity College de Cambridge.